# 1905 au théâtre
| Années du théâtre : 1902 - 1903 - 1904 - 1905 - 1906 - 1907 - 1908    |
| Décennies du théâtre : 1870 - 1880 - 1890 - 1900 - 1910 - 1920 - 1930 |

Cet article présente les faits marquants de l'année 1905 au théâtre.

## Pièces de théâtre publiées
- Paul Claudel écrit Partage de midi, qui sera publié en 1906.

## Pièces de théâtre représentées
- 15 janvier : La Conversion d'Alceste de Courteline, Comédie-Française (283e anniversaire de la naissance de Molière).
- 22 février : première en France (au théâtre Antoine) de Les Avariés, pièce en 3 actes d'E. Brieux qui, grâce à l'action promotionnelle d'E. Bernays, a remporté un grand succès à New York en 1903.
- 16 octobre : Don Quichotte, drame héroï-comique en vers en 3 parties et 8 tableaux de Jean Richepin d'après Miguel de Cervantès, Comédie-Française.
- 24 octobre : les Enfants du soleil, de  Maxime Gorki, au Théâtre d’art de Moscou.
- 6 décembre : Nono de Sacha Guitry, Théâtre des Mathurins
- Le K.W.T.Z. de Sacha Guitry, Théâtre des Capucines

## Naissances
- 12 février : Pavlo Virsky, danseur et chorégraphe ukrainien († 5 juillet 1975).
- 4 juin : Vardan Ajemian, metteur en scène et directeur de théâtre arménien († 24 janvier 1977).
- 22 décembre : Pierre-Albert Espinasse, dit Pierre Brasseur, acteur français († 14 août 1972).

## Décès
- 11 décembre : Paul Meurice, romancier et dramaturge français, né le 5 février 1818.